# کارل ادوین وایمن
کارل ادوین وایمن (به انگلیسی: Carl Edwin Wieman) (زاده ۲۶ مارس ۱۹۵۱) فیزیک‌دان آمریکایی و برنده جایزه نوبل فیزیک در سال ۲۰۰۱ به خاطر توضیح پدیده چگالش بوز-انیشتین است.